# Ordine al merito marittimo
L'Ordine al Merito Marittimo è un ordine cavalleresco concesso dalla Repubblica francese.

## Storia
L'Ordine è stato fondato il 9 febbraio 1930 dopo oltre 20 anni di dibattito in Parlamento, l'Ordine vuole premiare i rischi ed i servizi resi dalla gente di mare, e ciò ha sottolineato l'importanza del ruolo economico del mercato marittimo per il paese. L'Ordine è stato riorganizzato nel 1948 per la prima volta, e poi di nuovo con decreto del 17 gennaio 2002.
L'Ordine è diviso in tre contingenti:
- Contingente A: membri di equipaggi della marina mercantile, dell'amministrazione civile dello Stato e degli equipaggi di imbarcazioni di salvataggio;
- Contingente B: al personale militare del Ministero della Difesa;
- Contingente C: a persona con distinzioni nel settore marittimo.

## Consiglio dell'Ordine
Il Consiglio dell'Ordine comprende:
- Il Ministro del Mare, presidente;
- Il ministro competente per la pesca marina;
- Un membro del consiglio dell'Ordine della Legion d'Onore, Vicepresidente, proposto dal Cancelliere;
- Un consigliere di Stato, su proposta del Vicepresidente del Consiglio di Stato;
- Un ufficiale generale della Marina, su proposta del Ministro della Difesa;
- L'ispettore generale dei servizi degli affari marittimi;
- Un direttore dell'amministrazione centrale presso il Ministero del Mare
- Il segretariato del Consiglio dell'Ordine, fornito dall'Ufficio del capo del governo per il mare.

## Classi
L'Ordine dispone delle seguenti classi di benemerenza:
- Commendatore
- Ufficiale
- Cavaliere

| Nastri    |           |              |
| Cavaliere | Ufficiale | Commendatore |

## Insegne
- Il distintivo ha la forma di una rosa dei venti a sedici rami, su cui è applicata un'ancora e con gli otto rami principali smaltati di bianco. Sul dritto, vi è l'effigie della Repubblica circondata da un anello smaltata di blu e con la scritta " République française", sul retro vi è la scritta "Mérite maritime".
- Il nastro è blu con due strisce verdi per bordo.